# Proto-Doom
Proto-Doom ist ein Bezeichnung für eine Phase und ein Subgenre des Doom Metal, die sich ab den 1990er Jahren etablierte und auf Musikgruppen von 1970 bis Mitte der 1980er Jahre bezogen wird. Gelegentlich wird der Begriff Synonym zu dem des Traditional Doom verwandt.

## Geschichte
Das später als Proto-Doom von weiteren Entwicklungen des Doom Metal abgegrenzte Ur-Genre des Doom Metal wurde ab dem Jahr 1970 durch die Gruppe Black Sabbath geprägt. Die ersten vier Studioalben der Band werden als musikalische Ursprungswerke des Doom Metal und des Metal insgesamt bezeichnet. Die Phase des Proto-Doom endete 1984 mit den Debüts der so genannten American Doom Trinity bestehend aus Saint Vitus, Pentagram und Trouble sowie das den Epic Doom initiierende Debüt der Band Candlemass.
Aufbauend auf diesen Debütalben entwickelte und verbreitete sich Doom Metal als eigenständiges Genre mit diversen Subgenres. Infolge der Debütveröffentlichungen dieser vier Gruppen in den Jahren von 1984 bis 1986 erfuhr die Musik erhöhte Aufmerksamkeit und wurde zunehmend als zusammenhängendes Genre rezipiert. Zum Ende der 1980er Jahre kombinieren neue Interpreten Ideen des Doom Metal mit solchen des Extreme Metal und Hardcore Punk zum Doomcore, der sich bald in diverse Subspielarten des Doom Metal zersplitterte. Mit der zunehmenden Etablierung der Genretermine wurde auch der originäre Stil in Proto- und Traditional Doom unterteilt, wobei der Traditional Doom mit den Debüt-Veröffentlichungen der Doom-Trinity begann.
Interpreten, die in diesem Zeitraum aktiv waren und langfristig Bekanntheit erlangten, waren die NWoBHM-Bands Pagan Altar und Witchfinder General, die amerikanischen Bands Bang, The Obsessed um den späteren Saint-Vitus-Sänger Scott Weinrich, Pentagram, die diverse Singles in den 1970ern veröffentlichte, und die eng mit Pentagram verzahnten Projekte Death Row und Bedemon sowie die finnische Gruppe Lyijykomppania. Diverse Interpreten wie die kanadische Gruppe Ax schufen vereinzelte Singles oder wurden von Labeln im Nachgang wie Bedemon und die amerikanische Gruppe Force veröffentlicht. Mitunter werden Hard- und Psychedelic-Rock-Bands wie die australische Gruppe Buffalo dem Genrebegriff untergeordnet. Und gelegentlich werden auch jüngere Interpreten dem Proto-Doom zugerechnet. Zumeist solche deren Musik dem von Witchfinder General und Pagan Altar repräsentiertem Crossover aus Elementen der NWoBHM und des Traditional Doom entspricht oder solche die noch dem Hard Rock nah bleiben. Vollends etablieren konnten sich diese Bezeichnungen nicht, so dass der Stil gemeinhin weiter unter der Dachbezeichnung Doom Metal benannt wird und gerade die Begriffe Proto- und Traditional Doom gelegentlich synonym verwandt werden.

## Stil
Der Proto-Doom wird als ungewöhnlich langsamer, düsterer und verzerrter Hard Rock beschrieben. Eine massive Verzerrung der E-Gitarre, extreme Lautstärke, langsames Tempo, Moll-Kompositionen und eine tiefe Atmosphäre sind Kennzeichen dieser Spielweise. Eine eindeutige rein musikalische Abgrenzung zum Traditional Doom ist dabei nicht gegeben.